# 검은머리물떼새

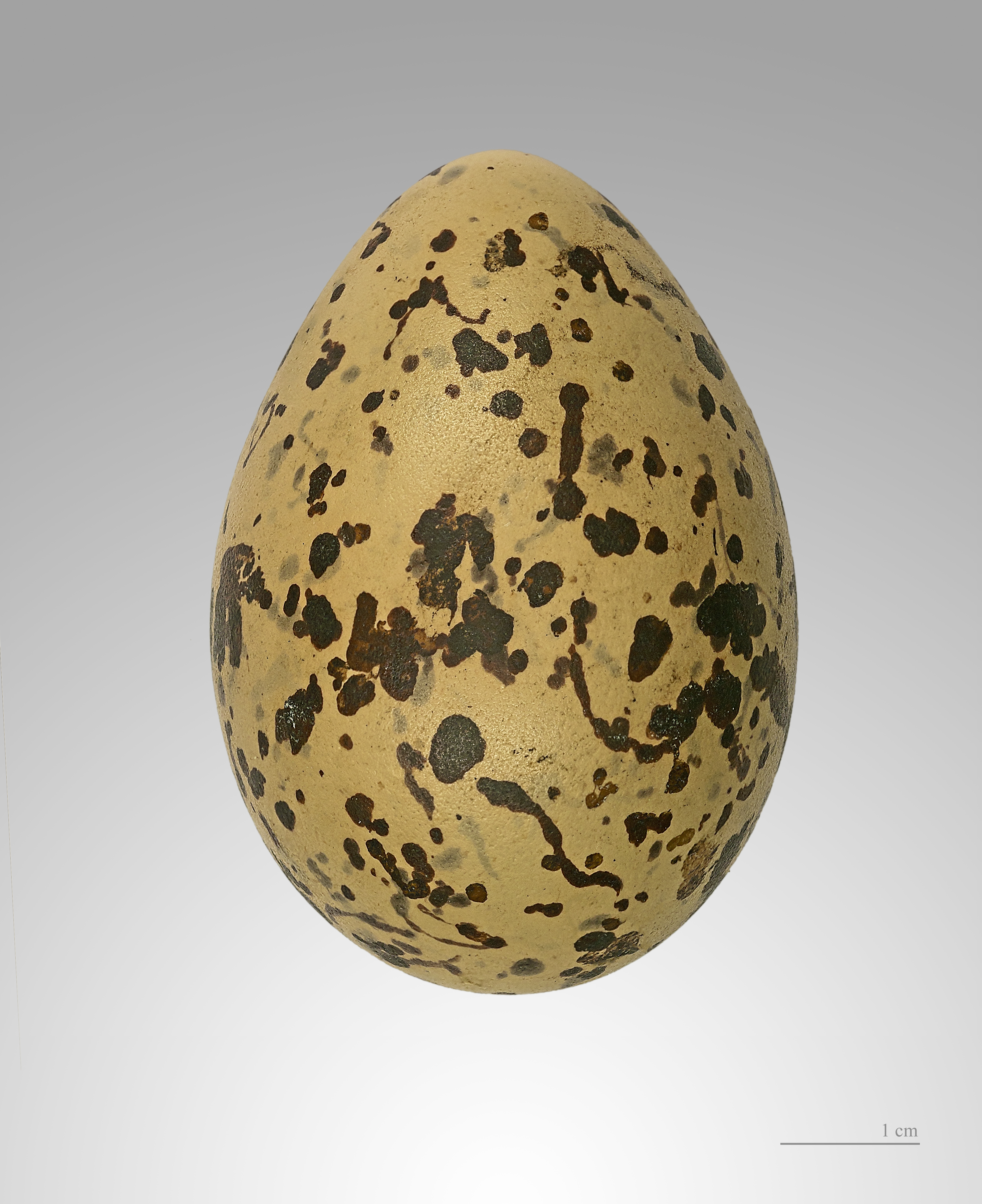
Haematopus ostralegus

검은머리물떼새(학명: Haematopus ostralegus)는 도요목 검은머리물떼새과 검은머리물떼새속에 속하는 섭금류로 유라시아검은머리물떼새라고도 일컫는다. 유라시아 대륙에 분포하는 유일한 검은머리물떼새속 섭금류이며, 대한민국에서는 천연기념물 제 326호 및 멸종위기 야생생물 Ⅱ급으로 지정되어 보호받고 있다.
몸길이가 약 45cm 정도이고, 날개를 펼쳤을 때 너비는 80-85cm 정도다. 머리와 등은 검은색이며 날개의 안쪽과 배는 하얀색이다. 부리는 주홍색인데, 갯벌을 헤쳐 갯지렁이를 집어먹거나 조개 껍질을 따서 속살을 먹기에 알맞도록 넓적하고 길게 되어 있다. 검은머리물떼새의 번식 기간은 4~5월이며 한 배에 2~3개의 알을 낳는다. 알은 대개 25일 정도 품고 있으며, 새끼가 나오면 어미가 정성으로 보살핀다. 그러나 자신의 영역에 들어온 다른 검은머리물떼새의 새끼를 보면 즉시 경계를 하는 울음소리를 내고 공격을 하여 쫓아낸다.
검은머리물떼새는 하구나 해안가에 살며 조개, 갯지렁이, 물고기, 게 따위를 잡아먹고 산다.붉고 긴 부리는 딱딱하고 단단한 조개류의 껍데기를 뚫고 속살을 먹을 수 있도록 되어 있다. 조개나 굴 껍데기의 벌어진 틈새에 송곳 같은 부리를 넣고 비틀어 껍데기를 열고 맛있는 속살을 먹기도 한다. 또 갯벌이나 해안가 바위 틈에 숨은 지렁이나 게 따위를 잡아먹을 때도 기다란 부리는 효과적이다. 뾰족한 부리는 바위의 좁은 틈새에 숨은 먹이를 정확하게 집을 수 있다. 이렇게 잡은 먹이는 새끼들에게 작게 찢어서 나누어 준다.